# Sames (Pyrénées-Atlantiques)
Sames (baskisch Samatze) ist eine französische Gemeinde mit 703 Einwohnern (Stand: 1. Januar 2022) im Département Pyrénées-Atlantiques in der Region Nouvelle-Aquitaine. Sie gehört zum Arrondissement Bayonne und zum Kanton Nive-Adour. Die Einwohner werden Samòts bzw. Samaztar genannt.

## Geographie
Sames liegt etwa 25 Kilometer östlich von Bayonne. Am nördlichen Rand der Gemeinde münden die Gaves Réunis in den Adour. Umgeben wird Sames von den Nachbargemeinden Port-de-Lanne im Norden, Ortheville im Nordosten, Hastingues im Süden und Osten, Guiche im Westen sowie Sainte-Marie-de-Gosse im Westen und Nordwesten.
Durch die Gemeinde führt die Autoroute A64.

## Bevölkerungsentwicklung
| 1962                       | 1968 | 1975 | 1982 | 1990 | 1999 | 2006 | 2018 |
| -------------------------- | ---- | ---- | ---- | ---- | ---- | ---- | ---- |
| 460                        | 443  | 422  | 424  | 378  | 387  | 555  | 703  |
| Quellen: Cassini und INSEE |      |      |      |      |      |      |      |

## Sehenswürdigkeiten
- Kirche Notre-Dame-de-l'Assomption-de-la-Bienheureuse-Vierge-Marie aus dem 14. Jahrhundert
- Schloss Poulit
- Gutshof von 1631